# Metin Akdülger
Metin Akdülger (ur. 10 kwietnia 1988 w Bursa) –  turecki aktor telewizyjny, teatralny i filmowy. W serialu Wspaniałe stulecie: Sułtanka Kösem wcielił się w Murada IV, siedemnastego sułtana Imperium Osmańskiego, syna sułtanki Kösem. Ta rola przyniosła mu ogromną popularność nie tylko w rodzimej Turcji.

## Życiorys
Urodził się w miejscowości Bursa w Turcji, jako syn imigrantów z Grecji (Saloniki) i Macedonii. Dorastał z siostrą Melike. Jako nastolatek zaczął bawić się z kolegami w robienie filmów krótkometrażowych. W 2006 studiował stosunki międzynarodowe na prywatnym Uniwersytecie Kos (Koç University) w Stambule.
W 2010 zaczął występować w teatrze w spektaklu Aptal Romeo. W 2011 zadebiutował w filmie Genco Tanay Ülgen. W 2018 został laureatem nagrody Akmen Theatre Awards w kategorii „Nadzieja roku”.
Był na okładkach tureckich magazynów „Adam In Town” (listopad 2014), „All Men” (grudzień 2015), „Xoxo” (kwiecień 2017), „Vogue Mens” (grudzień 2017), „L'Officiel” (czerwiec 2018) i „GQ” (czerwiec 2018).
W wolnych chwilach gra w piłkę nożną, biega, pływa, jeździ na nartach, uprawia kitesurfing.

## Filmografia

### filmy fabularne
- 2014: Bensiz jako Necip
- 2017: Kirik Kalpler Bankasi jako Turan
- 2018: Mon tissu préféré jako człowiek z marzeń

### seriale TV
- 2013-2015: Medcezir jako Orkun Civanoglu
- 2016: Analar ve Anneler jako Tahsin
- 2016-2017: Wspaniałe stulecie: Sułtanka Kösem jako Murad IV
- 2018: Şahsiyet jako Ateş Arbay
- 2019: Atiye jako Ozan